# Zezinho Corrêa
Zezinho Corrêa, nome artístico de José Maria Nunes Corrêa (Carauari, 21 de maio de 1951 — Manaus, 6 de fevereiro de 2021) foi um cantor brasileiro mais conhecido por sua atuação como vocalista da banda Carrapicho.

## Biografia
Zezinho Corrêa nasceu em Carauari, no estado do Amazonas.  Ele começou sua carreira como ator, treinando no Rio de Janeiro. Ele atuou em vários musicais antes de começar a cantar na década de 1980. Em 1978, ingressou no grupo Carrapicho, que estourou na década de 1990 com o single Tic, Tic Tac. Além de sua carreira com a banda, ele teve uma carreira solo de sucesso, gravando um CD solo no Teatro Amazonas em 2001 e participou do festival de música de Natal "Ceci e a Estrela" em 2017.
Zezinho Corrêa morreu de complicações do COVID-19 em Manaus, em 6 de fevereiro de 2021, aos 69 anos.